# Legge Faure
La legge del 12 novembre 1968 sull'orientamento dell'istruzione superiore, nota come legge Faure (in riferimento al Ministro dell'istruzione francese Edgar Faure), è una legge francese che riforma la struttura amministrativa delle università, concedendo una maggiore autonomia agli istituti, abolendo le facoltà e creando Unità di insegnamento e di ricerca (UER) e un Consiglio dell'università cui partecipano i rappresentanti degli studenti, dei tecnici (Personnels ingénieurs, administratifs, techniques, sociaux, de santé et des bibliothèques, BIATOSS) e del personale amministrativo, nonché di personalità esterne (rappresentanti eletti locali, imprenditori, sindacalisti).
Inoltre, incoraggia la multidisciplinarità, integrando le attività di insegnamento e di ricerca attraverso lo status di insegnante-ricercatore. In questo modo, la legge sull'orientamento segna una svolta nell'istruzione francese, incorporando alcune delle richieste del maggio '68, come la partecipazione di tutti gli attori dell'istruzione alla gestione delle scuole e la facilitazione dell'interdisciplinarità.

## Contesto politico
La legge rinvia ad un contesto di qualche anno precedente in cui era stata varata la riforma Fouchet delle università. Dal 1945, il numero di studenti iscritti aumentò notevolmente a causa della democratizzazione e della femminilizzazione dell'istruzione superiore, combinate con gli effetti del baby boom. L'esecutivo non restò indifferente alla questione, sia durante la Quarta che durante la Quinta Repubblica: furono costruiti nuovi edifici moderni e aperti nuovi centri universitari, sia nella regione di Parigi che nelle province. Aumentò anche il numero del personale e il suo status subisce i primi cambiamenti. Queste misure quantitative si rivelarono presto insufficienti: nel 1967, la Facoltà di Lettere di Montpellier, progettata per ospitare 600 studenti, ne contava circa 4.000.
La riforma Fouchet era stata concepita come una risposta alle nuove sfide dell'istruzione superiore. Negli anni Sessanta creò il "diplôme universitaire d'études littéraires (DUEL)" (diploma universitario di sstudi umanistici) e il "diplôme universitaire d'études scientifiques (DUES)" (diploma universitario di studi scientifici). Essa fu contestata nell'anno precedente al maggio 68 e ancora durante il movimento sessantottino.
Tuttavia, c'era un aspetto che era cambiato poco, non solo dal 1945, ma per molti aspetti dalla legge Louis Liard del 1896: il funzionamento dell'università e la distribuzione del potere al loro interno. I rettori e i presidi di facoltà detenevano un grande potere, sebbene molte decisioni dovessero tornare di competenza del ministro. I professori avevano una forte presenza negli organi universitari, mentre gli studenti non avevano quasi voce in capitolo.

## Adozione della legge

### Elaborazione del disegno di legge
Nel 1968, dopo gli avvenimenti di maggio e le elezioni politiche anticipate, a Edgar Faure fu affidato il delicato incarico di Ministro dell'Istruzione. Il 24 luglio, il ministro annunciò ai deputati la Loi d'Orientation (legge sull'istruzione) e partecipò direttamente alla stesura del disegno di legge, scrivendo di suo pugno alcune delle bozze successiveFondation. Accanto a lui, parteciparono attivamente ai preparativi diverse persone, tra cui il capo di gabinetto Michel Alliot, l'ispettore delle finanze Jacques de Chalendar, che era stato presente durante l'occupazione della Sorbona e poi dell'Odéon, e Jean Sirinelli, il nuovo direttore dell'istruzione superiore. Tuttavia, in diverse occasioni, il Ministro dovette difendere le sue posizioni di fronte al premier Maurice Couve de Murville e al generale Charles de Gaulle.
Già all'indomani delle elezioni, e ancor prima del discorso del 24 luglio, si era pensato alla possibilità di una legge breve, con pochi articoli che fissassero i principi generali, lasciando una fase di sperimentazione agli istituti e chiedendo al Parlamento di lasciare che il Governo elaborasse le riforme per decreto; questa possibilità fu però definitivamente esclusa il 7 agosto. Tra il 9 e il 27 agosto si tennero quattro riunioni al Ministero per esaminare i vari temi della futura legge; in tali incontri si respirava un'atmosfera di brainstorming e i testi risultanti non erano ancora completamente sviluppati. Tra il 2 settembre, data di una riunione del Consiglio ristretto all'Eliseo, e l'adozione da parte del Consiglio dei ministri il 19 settembre, vennero preparate non meno di tredici versioni tra il Ministero, Matignon e il Consiglio di Stato (Sezione Interni e poi Assemblea Generale).
Diversi aspetti del ddl ottennero rapidamente il consenso dell'esecutivo. Fu il caso del piano organizzativo generale delle nuove università qualificate come istituti pubblici "di natura scientifica, culturale e tecnologica", composte da unità di insegnamento e di ricerca i cui consigli sarebbero stati formati da una maggioranza di rappresentanti eletti del personale e degli studenti. Questo è anche il caso della creazione di un CNESER autonomo e dei consigli regionali. Altre disposizioni, tuttavia, richiedevano un arbitrato. Tra le missioni delle università, il tema della formazione dei docenti era oggetto di dibattito, in quanto il Ministero delle Finanze non voleva che ciò comportasse la promozione dei docenti alla categoria A.
Si discusse anche sulle missioni del futuro Conseil national de l'enseignement supérieur et de la recherche (Consiglio nazionale dell'istruzione superiore e della ricerca, CNESER): nelle prime versioni, doveva avere ampi poteri di iniziativa. Il generale de Gaulle intervenne per limitarlo a un ruolo strettamente consultivo. Per quanto riguarda l'attuazione del nuovo sistema, il progetto di Edgar Faure prevedeva l'adozione di misure per decreto. Alla fine si decise di ricorrere ai decreti, per dare voce all'organo interministeriale e soprattutto al Primo Ministro nella creazione dei nuovi istituti. L'inclusione delle grande école, sostenuta dal solo Ministero dell'Agricoltura, divenne presto una mera possibilità.

### Passaggi parlamentari
Il progetto di legge di Edgar Faure colse di sorpresa la classe politica, che aveva votato all'unanimità a favore in prima lettura, sia a sinistra che a destra (con l'astensione dei comunisti). La sinistra non comunista approvò in generale una legge che andava nella direzione dell'autonomia universitaria e che era quindi in linea con parte del suo programma. Lo stesso valeva per il gruppo Progrès et démocratie moderne, che non aveva ancora aderito alla maggioranza. All'interno di questa maggioranza, i repubblicani indipendenti e i gollisti di sinistra erano tra i più entusiasti, per ragioni simili a quelle della sinistra.
Non fu così per i gollisti "storici", che in generale ritenevano che la riforma si spingesse troppo in là e rischiasse di dare agli studenti l'opportunità di rilanciare le loro proteste. A non andare giù fu soprattutto il funzionamento pianificato delle università e il peso degli studenti nei consigli: "C'era troppa poca autonomia e troppa poca partecipazione", secondo la sintesi di Edgar Faure delle critiche mosse da questi parlamentari. Quest'ultimi quindi modificarono la legge, in particolare nelle disposizioni relative alla composizione dei consigli. Mentre la bozza prevedeva un eguale numero di rappresentanti per i docenti e per gli studenti, la versione finale restituì la preminenza ai docenti. I professori e i maestri di conferenze avevano il diritto al 60% dei posti riservati al corpo docente, pur avendo lo stesso peso degli studenti, fatto che rispondeva a questo obiettivo.
Il successo della legge fu in gran parte dovuto anche all'abilità di Edgar Faure nel permettere di emendare il testo su alcuni punti per preservarne l'essenzialità, nonché al forte sostegno ricevuto dal generale de Gaulle. Alcuni deputati gollisti, come Christian Fouchet, ex Ministro dell'Istruzione, e Alexandre Sanguinetti, che non erano d'accordo con i principi della legge, si astennero senza arrivare a votare contro.

## Contenuto della legge
Le università devono sforzarsi di elevare al più alto livello e al miglior ritmo di progresso le forme più elevate di cultura e di ricerca e di consentire l'accesso ad esse a tutti coloro che ne hanno la vocazione e la capacità.

Devono rispondere alle esigenze della nazione fornendo una leadership in tutti i campi e partecipando allo sviluppo sociale ed economico di ogni regione. In questo compito, devono conformarsi all'evoluzione democratica richiesta dalla rivoluzione industriale e tecnica.»
(Art. 1 della legge Faure)
Viene istituito il Consiglio nazionale dell'insegnamento superiore e della ricerca (art. 3).
Il rettore d'accademia e il cancelliere dell'università assicurano il coordinamento dell'insegnamento superiore con gli altri insegnamenti, in particolare con l'organizzazione della formazione del corpo docente (art. 10).
Gli istituti pubblici a carattere scientifico e culturale, nonché le unità didattiche e di ricerca raggruppate da questi istituti determinano i propri statuti, le strutture interne e i collegamenti con le altre unità universitarie (art. 11).
Le università, gli istituti pubblici di carattere scientifico e culturale indipendenti dalle università, le unità di insegnamento e di ricerca -che abbiano o meno lo status di istituti pubblici di carattere scientifico e culturale, e gli istituti pubblici annessi a un'università-, sono amministrati da un consiglio eletto che elegge il direttore (art. 12).

## Attuazione
L'attuazione della riforma era stabilita nel Titolo VIII della legge. L'articolo 39 fissava al 31 dicembre 1968 il termine per la stesura dell'elenco provvisorio delle unità didattiche e di ricerca che avrebbero dovuto costituire le nuove università. Ogni unità didattica e di ricerca era tenuta a eleggere dei delegati in rappresentanza delle varie categorie di dipendenti e studenti. L'articolo 40 assegnava ai delegati delle unità il compito di redigere gli statuti e di nominare i propri delegati all'interno dell'assemblea costituente provvisoria dell'università. Il rettore era responsabile dell'approvazione provvisoria degli statuti dell'unità. L'articolo 41 affidava all'assemblea costituente provvisoria il compito di redigere lo statuto dell'università e di nominare i suoi rappresentanti presso il Consiglio nazionale. Lo statuto dell'università doveva essere approvato dal Ministro dell'Istruzione. Le università erano suddivise in unità per decreto ministeriale. Lo status di istituto pubblico a carattere scientifico e culturale era conferito per decreto alle università i cui statuti fossero stati approvati.
L'elenco delle 648 unità provvisorie fu redatto con decreto del 31 dicembre 1968. Le università erano quindi composte da unità definite dal decreto del 31 dicembre 1968, da unità create per trasformazione o divisione di unità definite da questo decreto, da unità create dai decreti di costituzione e da dipartimenti di insegnamento (entità creata dal decreto 70-246).
Al momento della creazione delle nuove università, molte unità furono suddivise tra due università, come l'unità di studi giuridici generali tra Parigi I e II, l'unità di letteratura e lingua francese tra Parigi III e IV e l'unità di scienze tra Parigi VI e VII.

## Emendamenti
La legge del 12 luglio 1971, che modificò alcune disposizioni della Legge Faure, diede facoltà ai Ministri dell'Istruzione e della Sanità di stabilire il numero di matricole in medicina e odontologia ammesse al secondo anno del primo ciclo2. Questi numeri erano determinati dalla capacità didattica degli ospedali. La legge del 2 gennaio 1979 poi specificò che si dovesse tenere conto "delle esigenze della popolazione".
La legge Sauvage del 21 luglio 1980 modificò la composizione dei consigli universitari, ma fu abrogata poco dopo le presidenziali del 1981.
La legge Savary del 26 luglio 1984 sostituì le disposizioni della legge Faure, ma ne mantenne i principi fondamentali.
La Legge Faure fu formalmente abrogata con la stesura del Codice dell'educazione nel 2000.